# Assemblée nationale d'Épidaure
Pour les articles homonymes, voir Assemblée nationale.
Épidaure
La Première Assemblée nationale d’Épidaure (grec moderne : Α' Εθνοσυνέλευση της Επίδαυρου / A' Ethnosynéleusi tis Epídavrou) (20 décembre 1821 - 16 janvier 1822) fut la première réunion de ce qui est devenu de nos jours le parlement grec, à proximité de l'antique Épidaure. Elle fut une étape importante de la guerre d'indépendance grecque. Elle proclama l'indépendance du pays le 1er janvier julien (12 janvier du calendrier grégorien) 1822. Elle donna aussi au pays sa première constitution de l'ère moderne.
| 'Épidaure Néa Epídavros |

## L'Assemblée

### Contexte

Germanós bénit les insurgés grecs.

La guerre d’indépendance grecque fut une guerre de libération contre l’occupation ottomane.
Le 22 février (julien)/ 6 mars (grégorien) 1821, Alexandre Ypsilántis, militaire grec au service du tsar de Russie et chef de la Filikí Etería, franchit le Prout, entrant en Moldavie, où il chercha à soulever la population. L'insurrection était commencée. Il prit Iași, sans encombre, le jour même. Le 8 mars 1821 il publia la proclamation qui était le signal officiel du début de la guerre d’indépendance grecque. Mais, les populations balkaniques ne répondirent pas à l’appel à l’insurrection des Grecs. Ypsilántis fut battu par l’Empire ottoman en Moldavie et Valachie après neuf mois d'âpres combats. Sur le territoire grec, les premiers affrontements eurent lieu dans le Péloponnèse et en Épire. Là, Ali Pacha de Janina s’était révolté contre le sultan Mahmoud II. Il s'était allié avec les patriotes grecs organisés dans la Filikí Etería et qui préparaient le soulèvement national depuis la fin du XVIIIe siècle.
Tandis que les troupes ottomanes tentaient de réduire Ali Pacha, l’insurrection grecque fut déclenchée dans le Péloponnèse. Elle commença entre le 15 et le 20 mars 1821, sur toute la côte nord du Péloponnèse (Patras, Vostitsa, Kalavryta) et dans le Magne. Le 25 mars, l’archevêque de Patras Germanós, proclama la guerre de libération nationale.
Les premières victoires avaient été grecques : de mars à septembre, les Ottomans reculèrent partout. Le 23 septembre (julien) / 5 octobre (grégorien), Theódoros Kolokotrónis avait conquis Tripolitza, la capitale de la Morée. Les Grecs étaient maîtres du Péloponnèse, ainsi que la Grèce centrale du Makrinoros aux Thermopyles.
Les Grecs avaient organisé des gouvernements locaux dans les diverses régions insurgées. Un Sénat (ou « Gérousia »)  du Péloponnèse se mit en place de façon spontanée d'abord à Kalamata sous la forme d'une Gérousia de Messénie le 6 avril 1821, puis dans les montagnes de Laconie le 7 juin pour l'ensemble de la presqu'île. Il s'agissait d'une assemblée de notables (« bourgeois », prêtres, chefs de guerre) représentative mais non élue. Les notables d'Étolie et d'Acarnanie s'étaient réunis en Assemblée de la Grèce continentale de l'Occident à la mi-novembre à Missolonghi. Ils avaient mis en place un Sénat (ou « Gérousia »)  de la Grèce continentale de l'Occident, dirigé par Aléxandros Mavrokordátos. Fin novembre-début décembre un Aréopage pour la Grèce continentale de l'Est émana de la réunion de l'Assemblée de la Grèce continentale du Levant réunie à Salona. Les îles disposaient aussi de gouvernements locaux. Il fallait donc essayer d'organiser le pays à un niveau supérieur.
Le Sénat du Péloponnèse s'était d'ailleurs fixé comme objectif la prise de Tripolitza. Il avait ensuite prévu de se dissoudre et de convoquer une assemblée pour l'ensemble de la Grèce. La ville d'Argos avait d'abord été choisie pour réunir les délégués de toute la Grèce. Elle fut jugée trop proche de Nauplie tenue par les Ottomans : on se déplaça finalement à Épidaure.

### À Épidaure
Le 20 décembre (julien) 1821 (1er janvier 1822 grégorien), cinquante-neuf représentants des diverses régions engagées dans la lutte contre l'occupation ottomane se réunirent à Piada (rebaptisée de nos jours Néa Epídavros), tout près de l'ancienne Épidaure. Ils venaient principalement de Morée (vingt représentants), de la Grèce du Levant (vingt-six représentants), de la Grèce de l'Occident (huit ou neuf représentants) et des îles d'armateurs : Hydra, Psará et Spetses. Les îles de l'Égée n'avaient pas de représentants. Quelques phanariotes étaient aussi présents. Il y avait enfin des délégués de l'Aréopage, qui avaient voix délibérative bien que n'ayant pas été désignés par une élection.
Parmi les représentants, on comptait : vingt propriétaires terriens, treize armateurs, douze intellectuels, quatre chefs de guerre, trois membres du haut clergé et trois marchands.
Les Grecs étaient alors divisés en deux partis : celui des « politiques » et celui des « capitaines ».
Le parti des politiques dominait dans le Péloponnèse. Il avait le soutien des trois îles et des évêques. Il était ainsi prépondérant dans l'Assemblée d'Épidaure au début des travaux. Il était dirigé par Mavrokordátos, ce qui lui donnait aussi le soutien d'une partie de la Grèce continentale de l'Occident. Le parti des politiques était plutôt libéral, défendant le concept de la souveraineté nationale, à l'occidentale.

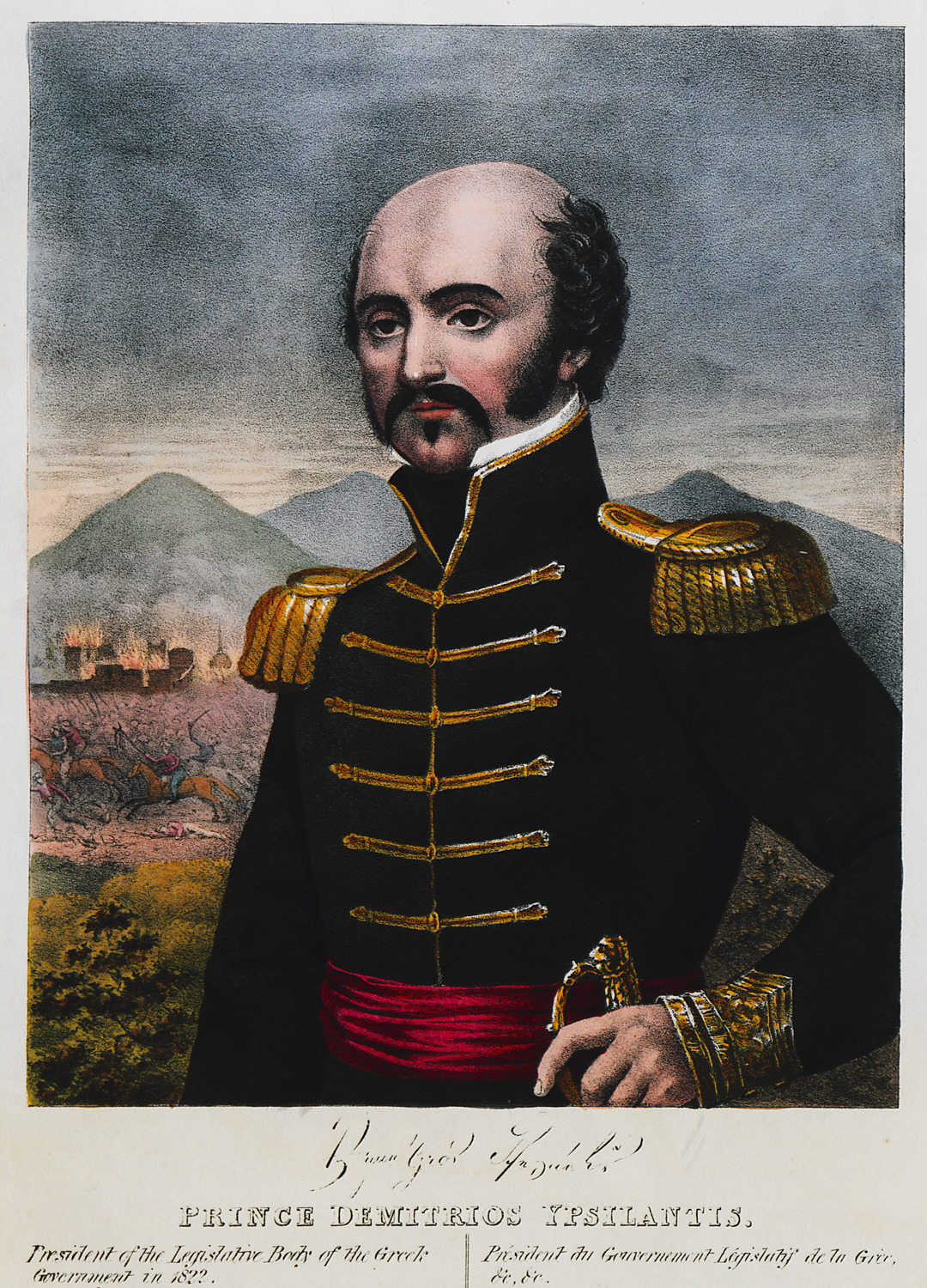
Dimítrios Ypsilántis

Le parti des capitaines, qui avait au début de la guerre sa plus grande influence en Grèce centrale, avait progressé dans le Péloponnèse grâce aux victoires de Kolokotrónis. Celui-ci dirigeait le parti des capitaines, en lien étroit avec Dimítrios Ypsilántis. Sous l'influence d'Ypsilántis, très lié, comme son frère Alexandre au modèle autocratique russe, le parti des capitaines penchait pour la mise en place d'un pouvoir autoritaire, voire dictatorial le temps du conflit. Mais, le parti des capitaines était divisé en nombreux courants, correspondant aux différents chefs de guerre. L'Assemblée fut dominée par les politiques, aucun délégué issu des militaires ne participant aux débats.
Dimítrios Ypsilántis semblait, dans les premiers temps de l'Assemblée, le mieux placé pour assumer le pouvoir suprême. Son aura militaire, l'importance de l'expédition de son frère dans les provinces danubiennes au début de la guerre d'indépendance et le soutien russe faisaient de lui le candidat idéal. Les politiques s'employèrent immédiatement à diminuer son influence. Lui-même se disqualifia : il refusa la présidence de l'Assemblée et quitta Épidaure pour le siège de Corinthe.
Mavrokordátos assura la présidence de l'Assemblée. Les premières décisions furent d'interdire la publicité des séances et des comptes rendus. Ensuite, les représentants furent regroupés en quatre « classes » en fonction de leur provenance géographique (Morée, Grèce du Levant, Grèce d'Occident et Îles). Chaque classe désigna trois membres qui formèrent la commission constitutionnelle.

### Représentants

#### Délégués de l'Aréopage de la Grèce orientale
- Théodore Négris (Θεόδωρος Νέγρης), pour Zitouni
- Néophyte d'Atalánti (évêque d'Atalánti) (Ταλαντίου Νεόφυτος), pour Athènes
- Ánthimos Gazís (Άνθιμος Γαζής), pour la Thessalie
- Grigórios Konstantás (Γρηγόριος Κωνσταντάς), pour la Thessalie
- Drósos Mansólas (Δρόσος Μανσόλας), pour la Thessalie
- Ch. Kyriazís (Χ. Κυριαζής), pour la Thessalie
- Ioánnis Logothétis (Ιωάννης Λογοθέτης), pour Livadiá
- Lámbros Nákos (Λάμπρος Νάκος), pour Livadiá
- Geórgios Ainián (Γεώργιος Αινιάν), pour Ypáti
- Geórgios Papailiópoulos (Γεώργιος Παπαηλιόπουλος), pour Salona
- Yannoútsos Kóntes (Γιαννούτσος Κόντες), pour Salona
- Sotíros Doúros (Σωτήρης Δούρος), pour Thèbes
- Konstantís Zapountzís (Κωνσταντής Σαπουντζής), pour Thèbes
- Adám Doúkas (Αδάμ Δούκας), pour Thèbes
- Ioánnis Skandalídis (Ιωάννης Σκανδαλίδης), pour la Macédoine et Thessalonique
- Aléxandros Axiótis (Αλέξανδρος Αξιώτης), pour l'Euripe
- Lámbros Alexándrou (Λάμπρος Αλεξάνδρου), pour Atalánti
- Dosítheos Panagiotídis (évêque de Litzas et Agrapha) (Δοσίθεος Παναγιωτίδης) pour Skópelos

#### Délégués des insulaires de l'Égée (Hydra, Spetses, Psará)
- Ioánnis Orlándos (Ιωάννης Ορλάνδος) pour Spetses
- Francéskos Voúlgaris (Φραντζέσκος Βούλγαρης), pour Hydra
- Emmanuel Tombazis (Μανώλης Τομπάζης), pour Hydra
- Hadjiyánnis Méxis (Χατζηγιάννης Μέξης), pour Spetses
- Ghíkas Bótasis (Γκίκας Μπότασης), pour Spetses
- Anagnóstis Monarchídis (Αναγνώστης Μοναρχίδης), pour Psará
- Andréas Anargírou (Ανδρέας Χατζηαναργύρου), pour Spetses
- Geórgios Boúkouris (Γεώργιος Μπούκουρης)
- Anagnóstis Ikonómou (Αναγνώστης Οικονόμου)
- Pétros Omirídis Skylítzis (Πέτρος Ομηρίδης Σκυλίτζης)

#### Délégués du Sénat de la Grèce continentale de l'ouest
- Aléxandros Mavrokordátos (Αλέξανδρος Μαυροκορδάτος)
- Fótos Bóboris (Φώτος Μπόμπορης)
- Ioannis Kolettis (Ιωάννης Κωλέττης)
- Fótios Karapánou (Φώτιος Καραπάνου)
- Aléxios Tsimbourópoulos (Αλέξιος Τζιμπουρόπουλος)
- Spirídon Kourkoumélis (Σπυρίδων Κουρκουμέλης)

#### Délégués de la Gérousie du Péloponnèse
- Germanós de Pátras (Παλαιών Πατρών Γερμανός)
- Pétrobey Mavromichális (Πετρόμπεης Μαυρομιχάλης)
- Sotírios Charalámbis (Σωτήριος Χαραλάμπης)
- Panoútsos Notarás (Πανούτσος Νοταράς)
- Athanásios Kanakáris (Αθανάσιος Κανακάρης)
- Anagnóstis Papayannópoulos (Deligiánnis) (Αναγνώστης Παπαγιαννόπουλος (Δεληγιάννης))
- Yannoúlis Karamános (Γιαννούλης Καραμάνος)
- Polychrónios Tsannétou (Πολυχρόνιος Τσαννέτου)
- Andréas Zaïmis (Ανδρέας Ζαΐμης) (arrivé après le début des travaux de l'Assemblée)
- Ioánnis Papadiamantópoulos (Ιωάννης Παπαδιαμαντόπουλος) (arrivé après le début des travaux de l'Assemblée)

#### Autres délégués
- Christódoulos Ácholos (Χριστόδουλος Άχολος) pour la Gérousie du Péloponnèse
- Geórgios Apostólou (Γεώργιος Αποστόλου)
- Ioánnis Bizoúlas (Ιωάννης Βιζούλας), venu de Macédoine
- Capetán Manólis Kasiótis (Καπετάν Μανώλης Κασιώτης)
- Christódoulos Koútsis (Χριστόδουλος Κούτσης)
- Ch. Kyriazís (Χ. Κυριαζής)
- Nikólaos Dimitríou Lazarí (Νικόλαος Δημητρίου Λαζαρή)
- Anastásis Anagnóstou Lidoríkis (Αναστάσης Αναγνώστου Λιδωρίκης)
- Vasílios Boudoúris (Βασίλειος Μπουντούρης), venu d'Hydra
- Zacharías Panagiotádis (Ζαχαρίας Παναγιωτάδης)
- Zóis Pánou (Ζώης Πάνου), venu de Paramythiá
- Charálambos Papageorgíou (Χαράλαμπος Παπαγεωργίου)
- Spirídon Patoúsas (Σπυρίδων Πατούσας)
- Dimítrios Perroúkas (Δημήτριος Περρούκας)
- Dionísos Petrákis (Διονύσιος Πετράκης)
- Yannákis Plakotís (Γιαννάκης Πλακοτής)
- Kyriakós Tassíkas (Κυριακός Τασσίκας)
- Geórgios Psíllas (Γεώργιος Ψύλλας)

Certains délégués auraient assisté ou participé à une partie des débats, sans être signataires des travaux de l'Assemblée.
- Dimitrios Panourgias (en) (pour Salona)
- Dimítrios Ypsilántis qui quitta très rapidement l'Assemblée

## Décisions

### Mesures législatives
Les principales décisions de l'Assemblée furent :
- La déclaration de l'indépendance de la Grèce (1er janvier (julien) / 12 janvier (grégorien) 1822).
- Une première constitution provisoire (Προσωρινό Πολίτευμα της Ελλάδος)[9] (13 janvier (julien) / 25 janvier (grégorien)).
- L'abolition de l'esclavage[6], de la torture[10].
- La rédaction d'un nouveau code civil, en attendant, la Basilica, traduction sous Léon le Sage, vers 900 du Corpus iuris civilis de Justinien, restait en application, ainsi que le Code de commerce français de 1807[10].
- L'indemnisation des veuves, orphelins et blessés de la guerre d'indépendance[10].
- L'abandon du drapeau de l'Hétairie pour les couleurs bleu et blanc[10].

Il fut aussi établi que le gouvernement central n'avait pas vocation à remplacer les divers gouvernements locaux.

### La constitution

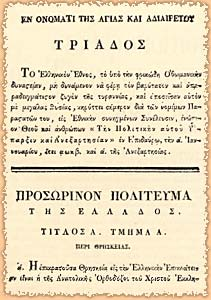
Première page de la Constitution.

Sa rédaction est attribuée à un Italien, V. Gallina. Elle était inspirée des constitutions américaine et française (1795).
Les deux premiers chapitres de ce texte traitaient des grandes valeurs et définissaient la citoyenneté.
Le christianisme orthodoxe était la religion officielle de l'État, mais les autres religions disposaient de la liberté de culte. Ce christianisme orthodoxe servait aussi à définir la citoyenneté : étaient considérés comme Grecs tous les « indigènes » (personnes nées en Grèce) de religion orthodoxe. Tout étranger disposait cependant, tout au long de son séjour en Grèce des mêmes droits civils que les Grecs.
Les Grecs étaient considérés comme égaux devant la loi, les emplois (pas de privilège) et l'impôt proportionnel à la fortune et soumis à l'approbation législative.
Les chapitres III à VI organisaient les institutions du nouvel État : IV. Pouvoir législatif, V. Pouvoir exécutif et VI. Pouvoir judiciaire.
Ces institutions étaient le résultat d'un compromis, non pas au sein de l'Assemblée ou entre les différents partis grecs, mais vis-à-vis de l'Europe occidentale : il fallait qu'elles soient suffisamment démocratiques pour satisfaire les libéraux occidentaux qui soutenaient la cause grecque (et qui deviendraient par la suite les philhellènes), mais aussi qu'elles ne le soient pas trop pour ne pas mécontenter la Sainte Alliance.
L'initiative des lois était partagée entre le législatif et l'exécutif.
Le pouvoir législatif était confié à un Bouleutikó (Sénat législatif), élu tous les ans par les Grecs de plus de trente ans. Le Bouleutikó votait, avec droit d'amendement, les lois proposées par le Conseil exécutif. Celui-ci, composé de cinq membres choisis hors du Bouleutikó et ressemblant au Directoire de la France révolutionnaire, exerçait le pouvoir exécutif et avait droit de veto sur les lois proposées par le Bouleutikó. Le Conseil nommait huit ministres : relations extérieures, intérieur, finances, justice, guerre, marine, culte et police (à entendre dans son sens ancien : organisation de la polis, cité, donc plus ou moins l'économie). Il nommait aussi à tous les autres postes gouvernementaux nécessaires.

## Fin de l'Assemblée

### Désignation du Conseil exécutif et du Bouleutikó
Le 15 janvier (julien) 1822, l'Assemblée d'Épidaure nomma les cinq membres du Conseil exécutif, présidé par Aléxandros Mavrokordátos. On y trouvait, outre Mavrokordátos : Athanásios Kanakáris, vice-président, Anagnostos Papagiannopoulos, Ioánnis Orlándos et Ioánnis Logothétis. Le Conseil nomma les ministres : Theodoros Negris, président du Conseil des ministres et archi-chancelier, Ioannis Kolettis à l'Intérieur, Panoútsos Notarás aux Finances, Nótis Bótsaris à la Guerre, Theódoros Vlássis à la Justice, l'archevêque Joseph d'Androusa aux Cultes et Lambros Nakos à la Police. La Marine, sensible, fut confiée à une commission de trois membres, un par île d'armateurs. Botsáris étant occupé en Épire par les combats autour du Souli, c'est Ioannis Kolettis qui assuma la fonction de ministre de la Guerre par intérim.
L'Assemblée désigna ensuite un Bouleutikó de trente-trois ou de cinquante-neuf membres (les sources divergent), dont le président était Dimítrios Ypsilántis et le vice-président Sotírios Charalámbis,,. La loi électorale fut aussi votée : l'élection serait à plusieurs degrés (les électeurs désignant des électeurs qui votaient) et le corps électoral composé des notables des diverses régions grecques.
L'Assemblée se sépara alors. Les deux institutions entrèrent en fonction à Épidaure, puis elle se déplacèrent à Corinthe le 31 janvier (julien) / 12 février (grégorien).

### Les germes de la première guerre civile
Lors de cette Assemblée d'Épidaure, le parti des politiques, des notables avait réussi à imposer sa conception du pouvoir. Il l'avait emporté sur le parti militaire. Ces derniers ne voulaient pas reconnaître leur défaite tandis que les politiques désiraient se débarrasser définitivement du parti des militaires. Cet antagonisme se manifesta pleinement lors de l'assemblée suivante, en 1823 à Astros, et finit par aboutir à une première guerre civile opposant d'une part une alliance entre les notables du Péloponnèse et des îles et d'autre part les « militaires » du parti de Kolokotrónis.